# François IV. Fouquet
François (IV.) Fouquet oder Foucquet (* 3. März 1587 bei Melun; † 22. April 1640 in Paris) war ein französischer Magistrat und Geschäftsmann, Seigneur d’Ourmenesche et de Vaux-le-Vicomte. Er war Organisator der französischen Handelsmarine und der Kolonisation der Antillen.
Er ist der Vater u. a. von Nicolas Fouquet, Surintendant des Finances unter Ludwig XIV.

## Herkunft
François wurde in eine bürgerliche Familie geboren, die im Tuchhandel ein Vermögen verdient hatte. Im Gegensatz zu ihren damaligen Behauptungen war sie nicht adelig – ihre angebliche Abstammung von den Fouquet des Moulins-Neufs war falsch. François war ein Sohn von François (III.) Foucquet († 1590), Conseiller am Parlement de Paris (gekauft 1578), und Marie de Benigne. Es war sein Großvater, François (II.) Foucquet, Kaufmann in Angers, der durch die Erziehung, die er seinen Kindern angedeihen ließ, einen echten Wandel für die ganze Familie vollzog: François (III.) konnte so ein juristisches Studium absolvieren, das ihm den Zugang zum Parlement einbrachte.

## Recht
François war beim Tod seines Vaters drei Jahre alt und wurde unter die Vormundschaft seines Onkels Christophe Foucquet, Seigneur de Chalain, Président à mortier des Parlement de Bretagne, gestellt. Er studierte ebenfalls Jura und bestätigte damit die Ausrichtung der Familie auf das Richteramt. Am 6. oder 16. Februar 1608 wurde er, kaum 21 Jahre alt, zum Conseiller im Parlement de Bretagne in Rennes ernannt und wechselte im folgenden Jahr zum Parlement de Paris, wo er am 2. Dezember 1609 als Conseiller ordinaire aufgenommen wurde.
Am 22. Februar 1610 heiratete er per Vertrag Marie de Maupeou (* 1590; † 28. März 1681 in Paris) Tochter von Gilles de Maupeou, Seigneur d’Ableiges, Contrôleur général des Finances, und Marie de Morély, deren Familie der Noblesse de robe angehörte.
Am 3. Juni und 8. Juli 1615 kaufte er das Amt des Maître des requêtes de l'Hôtel du Roi, nachdem er das Amt des Conseiller weiterverkauft hatte. Diese Wahl markiert eine Entwicklung für die Familie: Der Clan orientiert sich auf diesem Weg an den höchsten Sphären der Macht, was den Aufstieg des Clans weiter bestätigt. Durch sein neues Amt als Maître des requêtes beschleunigte er die Integration der Familie in den Adel. Als Maître des requêtes gehörte er dem Gericht an, das den Comte de Chalais wegen Majestätsbeleidigung verurteilte. Die Zuständigkeit für diesen Fall machte ihn mit Richelieu bekannt – eine außerordentliche Gerichtsbarkeit ermöglicht es also, den Aufstieg der Abstammung weiter zu markieren.
Am 29. Juli 1619 wurde er Berater des Conseil d’État von Navarra und Béarn. Im Jahr 1627 erwarb er ein Patent als Conseiller d’État en service ordinaire, was ihm ermöglichte, sein Amt als Maître des requêtes weiterzuverkaufen. Im selben Jahr wurde er von Richelieu zu den Schweizer Kantonen entsandt.
1624 hatte Richelieu einen Conseil de la Marine gegründet, François Fouquet wurde 1628 in diesen Rat aufgenommen. Er band bei den Handelsaktivitäten der Compagnie des îles d'Amérique Missionsorden und -kongregationen ein. Er war mit Vinzenz von Paul und Jeanne de Chantal befreundet und half auch den Jesuiten sehr. Vinzenz von Paul schrieb in seinem Briefwechsel über ihn, dass er „einer der besten guten Männer, die er kenne“ sei.
Als Commissaire de la Chambre de Justice gehörte er mehreren Strafkammern an, die zur Verurteilung politischer Verbrechen eingerichtet worden waren, insbesondere derjenigen, die 1631 von Richelieu im Arsenal eingerichtet wurde. Im Juli 1633 wurde er sogar zum Vorsitzenden berufen und erhielt ein Gehalt von 1800 Livres.
Er war auch an der Umwidmung der Savonnerie-Manufaktur in eine Manufacture de haute Lisse à la Savonnerie als Werkstatt für „türkische Teppiche“ beteiligt, in der Waisenkinder gegen geringen Lohn beschäftigt wurden.
François (IV.) Fouquet starb am 22. April 1640 und wurde gemäß seinem Testament in der Kirche des Couvent de la Visitation Sainte-Marie beigesetzt. Er hinterließ ein großes Erbe in Höhe von 816.000 Livres, von denen 150.000 für sein Amt als Maître des requêtes bestimmt waren.
Er hatte eine prächtige Bibliothek mit 15 000 Bänden zusammengestellt, die mit seinem Wappen und seiner aus zwei verschlungenen griechischen Buchstaben F (François Foucquet) bestehenden Chiffre geschmückt waren. Er hatte auch eine schöne Kartensammlung angelegt und besaß die schönsten damals bekannten Erd- und Himmelsgloben, die er seinem Sohn Nicolas, dem Surintendanten, vermachte.
Seine Witwe war für ihre aktive Nächstenliebe gegenüber armen Kranken bekannt. Sie verfasste eine Sammlung ausgewählter, erfahrener und bewährter Rezepte (Paris, 1665, mehrfach nachgedruckt). Sie starb im März 1681 in Val-de-Grâce und wurde neben ihrem Mann in der Visitation beerdigt.

## Ehe und Familie
Kinder von François Fouquet und Marie de Maupeou sind:
- François (* 23. Juli 1611; † 19. November 1673), 1637 Bischof von Bayonne, 1659 Bischof von Agde und Erzbischof von Narbonne
- Nicolas (getauft 27. Januar 1615; † 23. März 1680[4]), 1658 Vicomte de Meaux, et de Vaux, Marquis de Belle-Isle, 1654–1661 Surintendant des Finances; ⚭ (Ehevertrag 22. und 24. Januar 1640) Louise Fourché, Dame de Querhillac (* 28. Oktober 1619; † 21. August 1641), Tochter von Mathieu Fourché und Guyonne Bourlau; ⚭ (2) (Ehevertrag 4. und 5. Februar 1651) Marie Madeleine de Castille, Dame de-Villemareuil etc. († 12. Dezember 1716, 83 Jahre alt), Tochter von François de Castille und Catherine Garrault
- Anne, Nonne in der Visitation des Dames de Sainte-Marie, Paris, Rue Saint-Antoine
- Elisabeth (* 29. April 1619; † 27. August 1682), Nonne, Koadjutrix, dann Äbtissin von Notre-Dame du Parc des Dames in der Diözese Senlis
- Elisabeth (* 12. Juni 1620), Nonne in der Visitation des Dames
- Marie (* 12. August 1621), Nonne in der Visitation des Dames
- Basile (* 22. August 1622; † 30./31. Januar 1680), Baron de Dannemarie, Staatsrat, 1652 Kommendatarabt von Barbeau, Kanzler und Siegelbewahrer der königlichen Orden, Leiter der Geheimpolizei Mazarins
- Yves (* 30. Juli 1628; † 13./14. September 1651), Seigneur de Mézières, 3. März 1651 Conseiller au Parlement de Paris
- Agnès (* 18. August 1630), Nonne in der Visitation des Dames
- Madeleine (* 1. oder 4. Juni 1632; † 27. Januar 1676), 1635 Nonne in der Visitation des Dames
- Louis (* 4. Februar 1633; † 4. Februar 1702), Seigneur de Nanterre, Bischof von Agde und Kanzler der königlichen Orden als Nachfolger seines älteren Bruders
- Gilles (* 11. März 1637, † 9. Dezember 1694[5]), Seigneur de Mézières, Premier écuyer de la Grande Écurie; ⚭ 3. Mai 1660 Anne d’Aumont, Tochter von César d’Aumont, Marquis de Clairvaux, und Marie Amelot